# Hotel Paradiso
Hotel Paradiso (bra Hotel Paradiso) é um filme britano-estadunidense de 1966, do gênero comédia, dirigido por Peter Glenville para a Metro-Goldwyn-Mayer, com roteiro do diretor e Jean-Claude Carrière baseado na peça teatral L'Hôtel du libre échange, escrita em 1894 por Maurice Desvallières e Georges Feydeau.
Alec Guinness reprisa o papel que interpretara nos palcos londrinos, estreando em 2 de maio de  1956. Douglas Byng também reprisa seu personagem.

## Elenco
- Alec Guinness...Benedict Boniface
- Gina Lollobrigida...Marcelle Cotte
- Robert Morley...Henri Cotte
- David Battley...George
- Ann Beach...Victoire
- Marie Bell..la Grande Antoinette
- Douglas Byng...Senhor Martin
- Derek Fowlds...Maxime
- Eddra Gale...hóspede
- Peter Glenville...dramaturgo
- Robertson Hare...Duque
- Darío Moreno...Turco
- Peggy Mount...Angelique Boniface
- Leonard Rossiter...Inspetor
- Akim Tamiroff...Anniello

## Sinopse
Em 1900, durante a Belle Époque, o dramaturgo Feydeau está hospedado no Hotel Paradiso em Paris, local que serve para encontros amorosos. Ele precisa escrever uma nova peça de teatro mas está com bloqueio criativo. Então resolve observar os demais hóspedes e avista o casal (num encontro clandestino) senhor Boniface, casado com uma esposa dominadora, e Marcelle, a bonita e negligenciada esposa de Henri, um inspetor de construções. Para surpresa do casal, Henri vai até o hotel para investigar rumores de fantasmas (que acha que são ruídos provocados por vazamentos nos encanamentos). Para lá também vão inesperadamente o sobrinho de Henri e a empregada doméstica de Marcelle, Victoire. Além do amigo dos Boniface, Martin, com suas quatro filhas meninas. Boniface e Marcelle tentam se esconder de todos os hóspedes conhecidos mas são atrapalhados pelo empregado inepto George e pela chegada da polícia.